# Funkcje partii politycznych
Partie polityczne w ramach zinstytucjonalizowanej przestrzeni społecznej i politycznej mają różne funkcje do wypełnienia. W naturalny sposób, w swej działalności partia próbuje łączyć pierwiastek "społeczny" (np. reprezentacja interesów klasowych), z pierwiastkiem "politycznym" (kontrola procesów decyzyjnych w państwie). Na funkcje, jakie dana partia spełnia w środowisku, w którym działa, składa się m.in. jej wiek, trwałość, struktura wewnętrzna, doświadczenie wyborcze lub polityczne.
Partie polityczne:
1. Max Weber pisał: stowarzyszenia oparte na dobrowolnej rekrutacji, których celem jest zapewnienie w ten sposób szans uzyskania władzy w ramach związku, a aktywnym członkom uzyskania dzięki temu szansy zrealizowania rzeczowych lub osobistych korzyści, bądź też obu
2. Współcześnie: wyspecjalizowane organizacje społeczne, posiadające określony program, będący podstawą do uzyskania szerszego poparcia społecznego i tą drogą do zdobycia władzy oraz maksymalizacji pozycji w systemie politycznym.

Funkcje w systemach demokratycznych
Po pierwsze, spełniają funkcję siły społeczno-mobilizacyjnej, aktywnej w ramach struktury społeczeństwa. Gwarantuje im to rodzaj społecznego zakorzenienia, co przekłada się na wynik w walce politycznej. Odgrywanie tej roli jest związane z otrzymywaniem przez partię polityczną legitymacji społecznej. Jest to nic innego, jak legitymacja wyborcza, która pozwala partii na przejęcie władzy politycznej w państwie. Po drugie, partie polityczne spełniają funkcję aktora polityczno-instytucjonalnego, który zostaje zaangażowany w proces kształtowania polityki państwa i ma mniej lub bardziej znaczący wpływ na kierunek jej ewolucji. Funkcja ta weryfikuje funkcję siły społeczno-mobilizacyjnej.
Ogniwo pośredniczące między państwem a obywatelami. Może ono przybierać formę ogniwa:
1. partycypacyjnego: Partie starające się wrócić do korzeni (np. partie zielonych). Starają się zapewnić swoim członkom oraz sympatykom udział w wewnątrzpartyjnym procesie decyzyjnym. Demokracja wewnątrzpartyjna ma się opierać głównie na inicjatywie oddolnej. Stwarzana jest struktura organizacyjna sprzyjająca partycypacji obywatelskiej, która objawia się np. w decentralizacji procesu decyzyjnego.
2. wyborczego: Scenariusz przygotowany przez partię, a oferowany w celu maksymalizacji poparcia wyborczego, uwzględnia strategie mieszane. Jednakże w demokracjach ustabilizowanych partie występują przede wszystkim w roli ogniwa wyborczego. Konsekwencją tego faktu jest zjawisko elitaryzacji współczesnej polityki partyjnej. Realizacja funkcji wyborczej przez partie, oznacza zajęcie centralnej funkcji w tym procesie przez elity partyjne, którzy w procesie selekcji kandydatów na stanowiska publiczne, kontrolują ich zachowanie, włącznie z możliwością zdecydowania o ich odwołaniu.
3. klientelistycznego: Polega na silnym ujawnieniu się w polityce państwa interesów lokalnych i regionalnych, przenoszonych na ten poziom przez partie polityczne. W strategii partii dominuje pierwiastek "lokalizmu".

Funkcje w systemach niedemokratycznych
Na pierwszy plan wysuwa się rola partii politycznych, jako ogniwa nakazowo – kierowniczego. Partie w reżimach totalitarnych dążą do objęcia kontrolą wszelkich form aktywności społeczeństwa i dlatego stopniowo zacierają naturalne różnice między sferą publiczną i prywatną. Partia przejmując władzę w państwie, przejmuje kontrolę nad obywatelami, którymi może manipulować. Stwarza wrażenie legitymizacji ich poczynań przez obywateli. Jednakże jest to jedynie fasada, bo np. podkreślany jest ceremonialny charakter wyborów, skoro i tak alternacja władzy nie może nastąpić.
Funkcje w systemach autorytarnych
Partia dominująca stara się kształtować powiązania ze społeczeństwem przede wszystkim przez wykorzystanie form oddziaływań klientelistycznych występujących w postaci układu paternalistycznego. Funkcja ta występuje głównie w krajach azjatyckich opartych na tradycji konfucjanizmu np. Tajwan czy Korea Południowa. Partia ma za zadanie troszczyć się o obywateli, władca kreuje się na ojca narodu. Partia odgrywa marginalną rolę. Politycy wykorzystują jednak "symbol", "markę" partii, aby wokół niej skupiać sympatyków. Dzięki temu mogą prezentować deklaracje polityczne ex cathedra i dlatego oferują one bardzo niejasne programy polityczne.